# Dendrobium dantaniense
Dendrobium dantaniense là một loài thực vật có hoa trong họ Lan. Loài này được Guillaumin mô tả khoa học đầu tiên năm 1957.